# Croix monumentale
Pour les articles homonymes, voir Croix (homonymie).

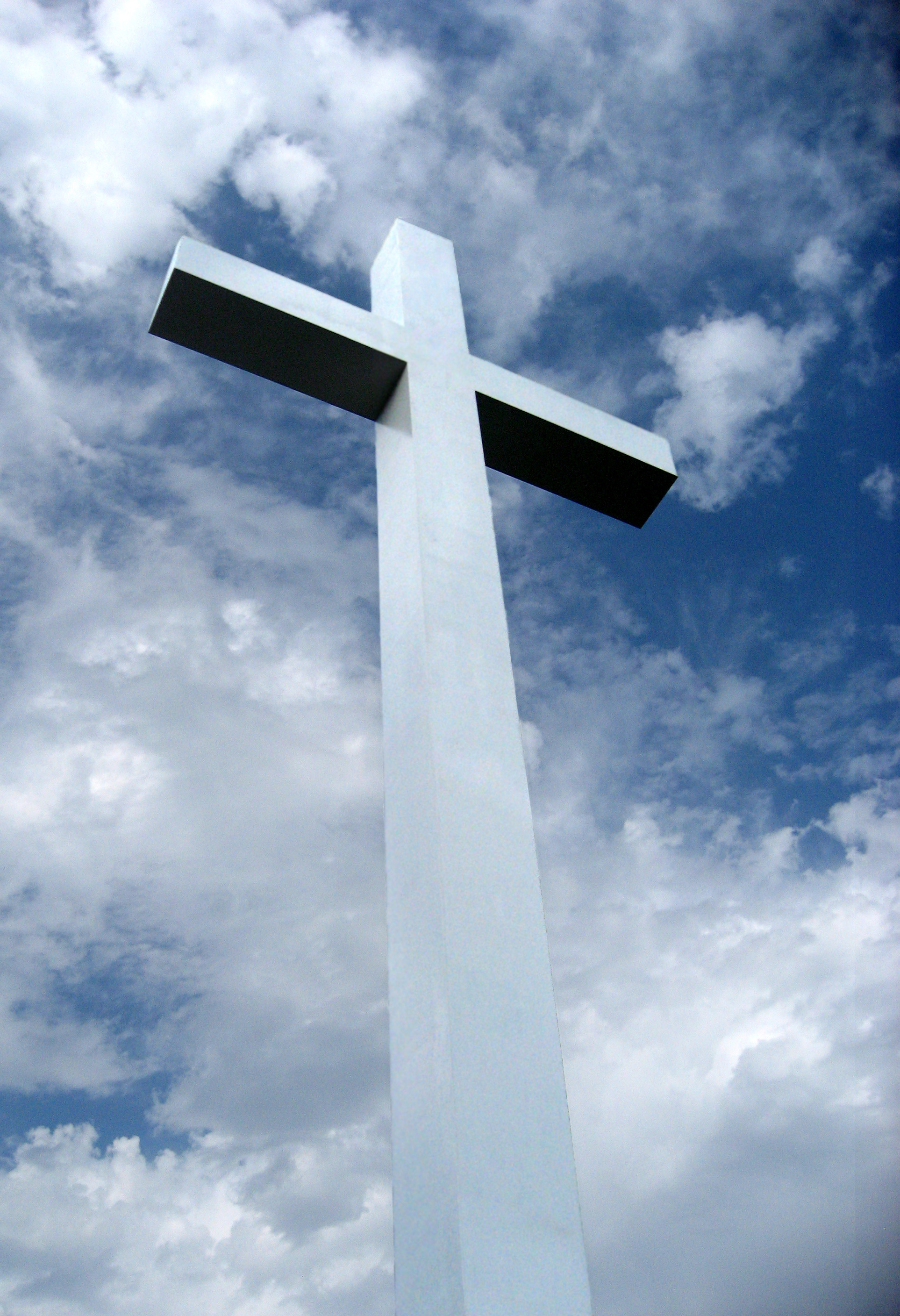
Sagemont Church Cross à l'intersection de la Beltway 8 et I-45 à Houston, Texas, États-Unis. Elle mesure 51,82 mètres et a été inaugurée en 2009.

La croix monumentale est une croix chrétienne figurée, en bois, en pierre ou en métal, isolée (croix de chemin, croix de mission) ou qui fait partie d'un calvaire. L'art insulaire développe dès le VIIe siècle un type de croix monumentale, la Haute croix. Sur le continent, la croix reste longtemps un ornement ou un objet liturgique dans les pays orientaux ou romains. Elle n'y devient monumentale que vers le XIe siècle avec l'émergence de l'art roman qui favorise ce monument auprès duquel, à défaut d'église, se célèbrent les cérémonies religieuses. Les croix monumentales atteignent leur apogée au XVIe siècle, à l'exception des croix de chemins et surtout des calvaires qui s'érigent surtout au XIXe siècle. Particulièrement à cette période, ces structures deviennent des lieux de rassemblements pour prier lors des fêtes chrétiennes ou pour solliciter la grâce de Dieu contre les fléaux de tous genres (guerres, épidémies, incendies, sécheresses).

## Histoire

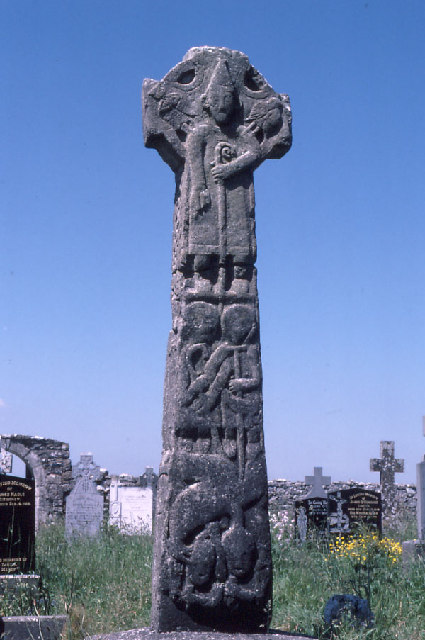
Stèle gravée en Irlande.

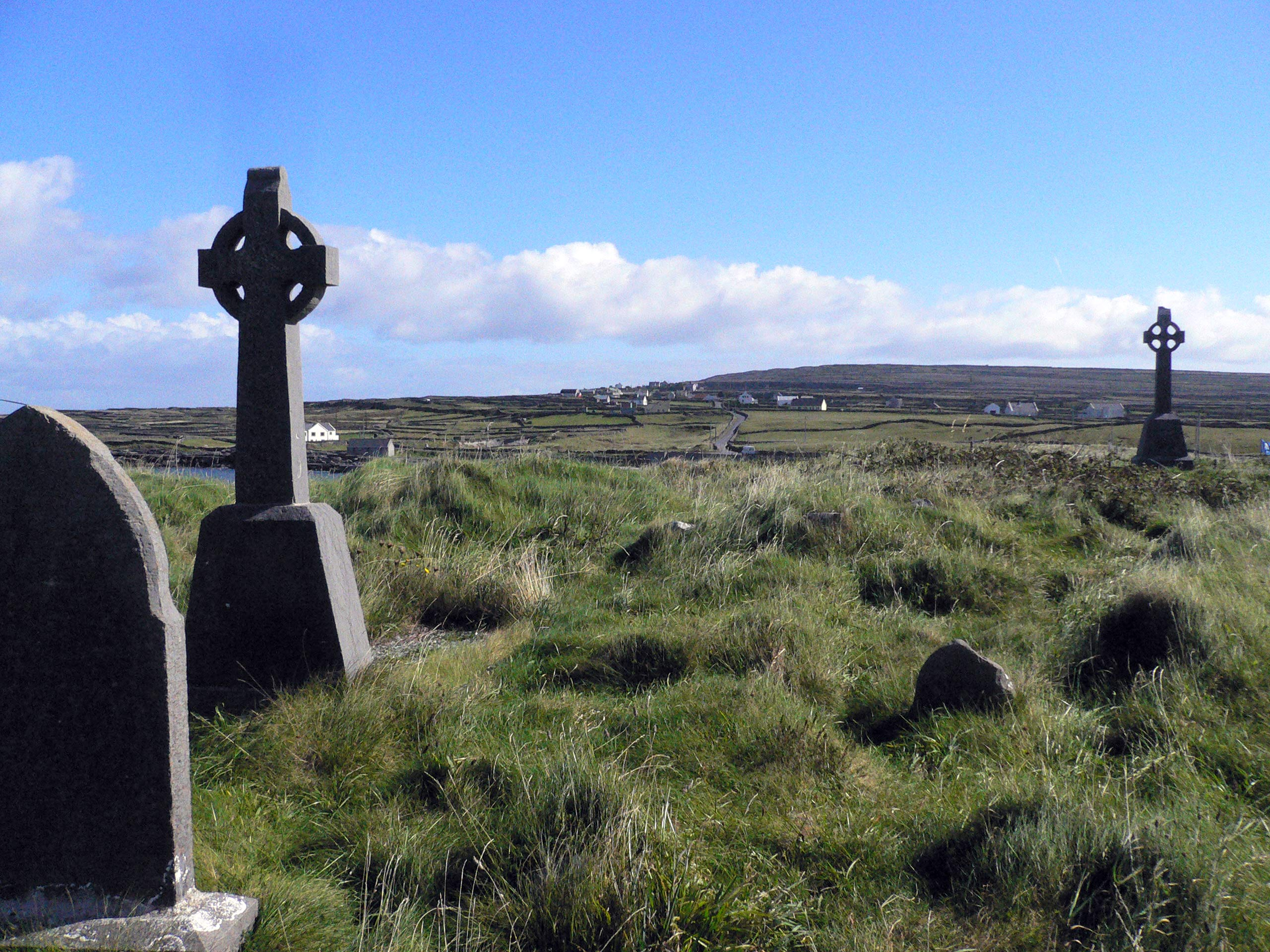
Croix grecque cerclée en Irlande.

Au IVe siècle, la croix devient l'emblème principal de la chrétienté, à partir de cette époque et de l’affirmation de la découverte de la « vraie croix » par Hélène, mère de l'empereur, lors de son séjour à Jérusalem que la tradition situe entre 325 et 327. Constantin Ier fit alors construire la première croix monumentale, une croix en or sur le mont Golgotha. Saint Jean Chrysostome déclare que la croix, jadis supplice infamant, est devenue le plus saint des emblèmes. Elle peut dès lors se développer dans le monde chrétien, d'abord sous forme de Croix triomphale : le Christ n'est pas sculpté dessus, la représentation de la Crucifixion offensant encore la sensibilité chrétienne.
Ce sont les moines irlandais qui, au VIIe siècle, sont les premiers à faire de la croix un vrai monument sous la forme de stèles gravées, puis de croix grecque cerclée au VIIIe siècle et de la Crucifixion au IXe siècle. On assiste à une multiplication des croix à partir de 1095, date à laquelle le Concile de Clermont établit que le droit d’asile est étendu aux croix de chemins qui ont alors un double rôle de guide et de protection.
Le vandalisme (notamment avec les guerres de religion et la Révolution), les intempéries et l’usure du temps - mais aussi le trafic automobile et la mécanisation de l'agriculture - sont responsables de la forte diminution de leur nombre actuel. De plus, malgré le grand essor de cet art au XIXe siècle, il n’est plus d’actualité puisque les derniers ateliers ont cessé leur production au début du XXe siècle. Cependant, certaines croix monumentales sont proclamées trésor national.

## Les différents types de croix monumentales
On peut distinguer :

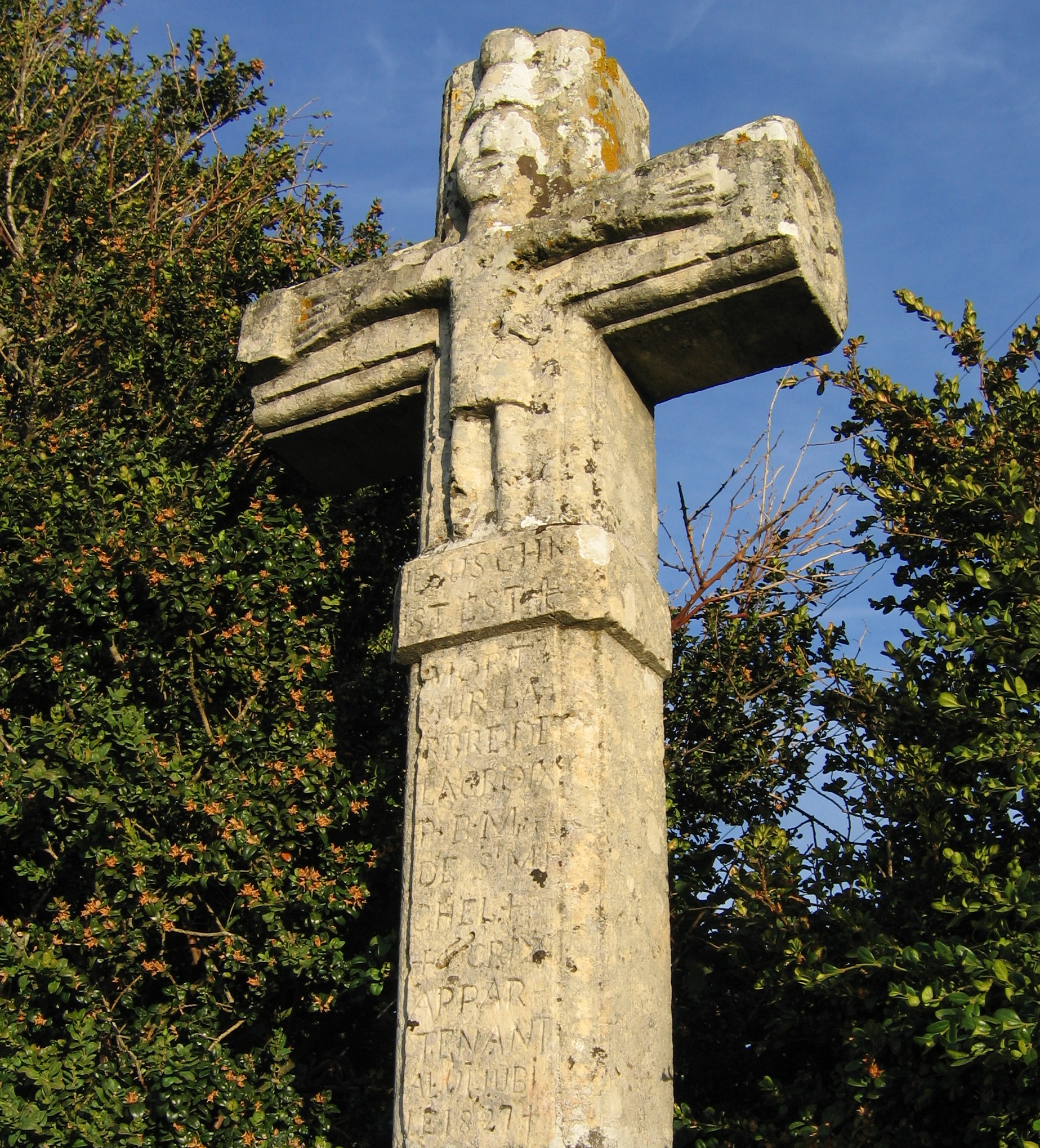
Croix sur le Causse du Larzac.

- croix de bornage servant de limites à l'entrée et sortie des villages. Toutes les limites, religieuses (par exemple les sauvetés au Moyen Âge) ou profanes, pouvaient être ainsi matérialisées. Elles portent souvent le blason de leur créateur ;
- croix de bourg[7] qui pouvait servir à la criée d'héritage[8],[9],[10].
- croix de justice ;
- croix de mission ;
- croix de processions : croix des Rameaux, des Rogations, du Saint Sacrement, les chemins de croix, les croix vouées au culte des saints ;
- croix de pèlerinages qui le plus souvent ne marquent pas une étape sur un trajet, mais rappellent le pèlerinage du donateur.

### La croix de cimetière
Les croix centrales des cimetières, dites croix hosannières (parce qu'en ce lieu on y bénissait les rameaux en chantant l'Hosanna) sont généralement assez ouvragées ainsi que certaines croix funéraires réemployées quelquefois en croix de chemin.

Les croyants devaient se signer en passant devant, pouvaient y trouver protection, y apporter des offrandes et elles servaient de stations lors des processions.

### La croix couverte

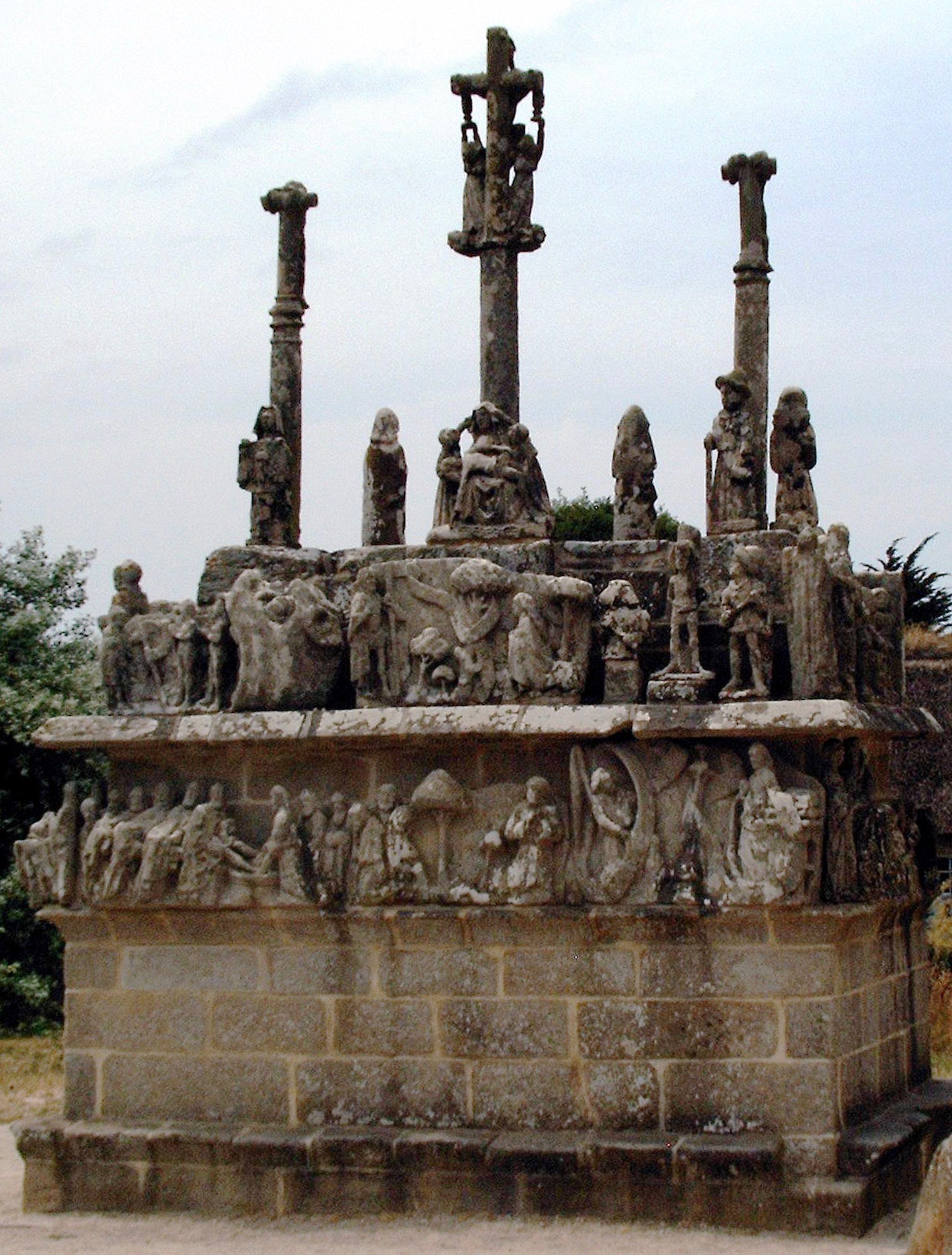
Calvaire de Saint-Jean-Trolimon (Finistère).
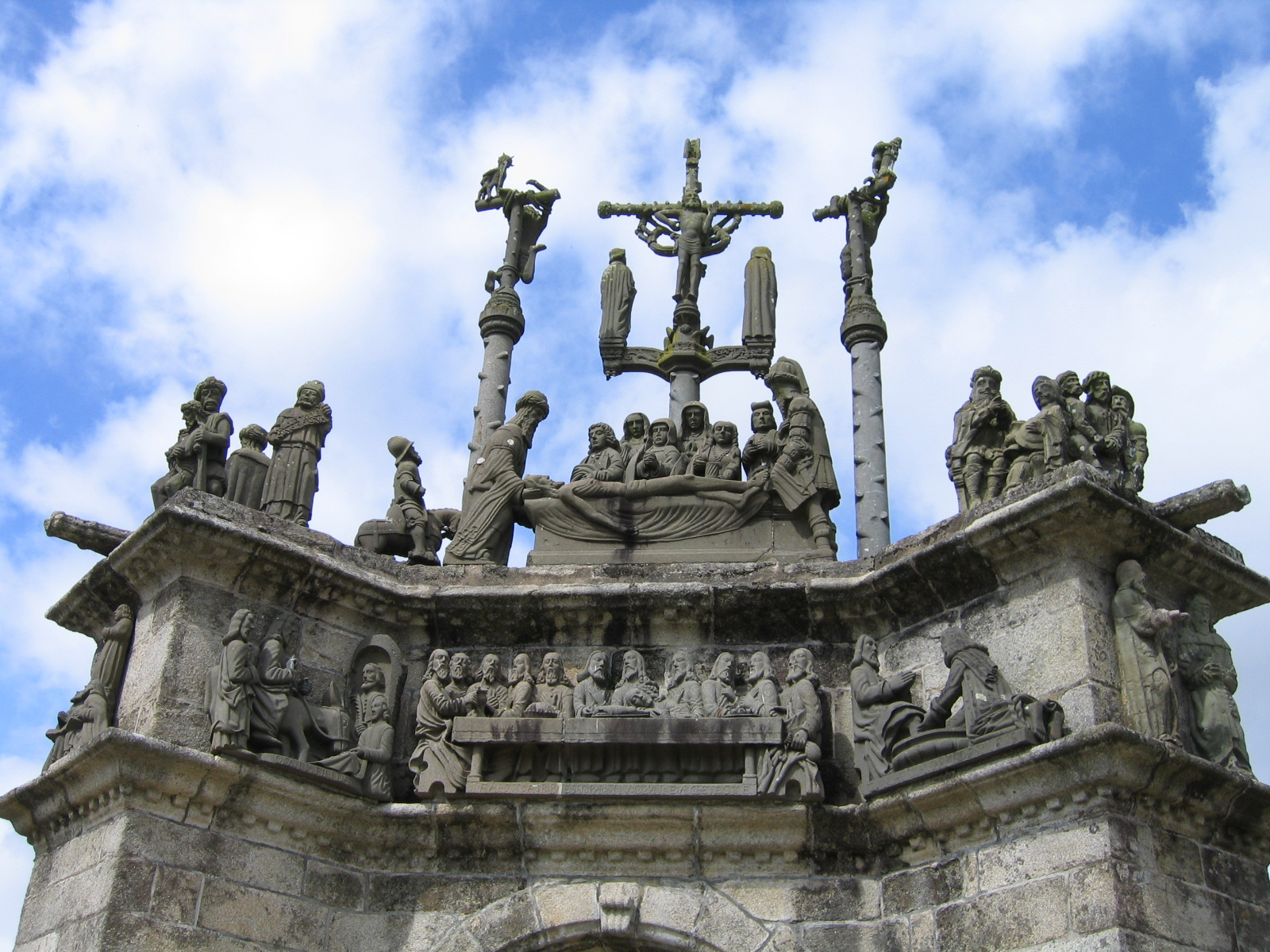
Calvaire, face ouest de Pleyben (Finistère).
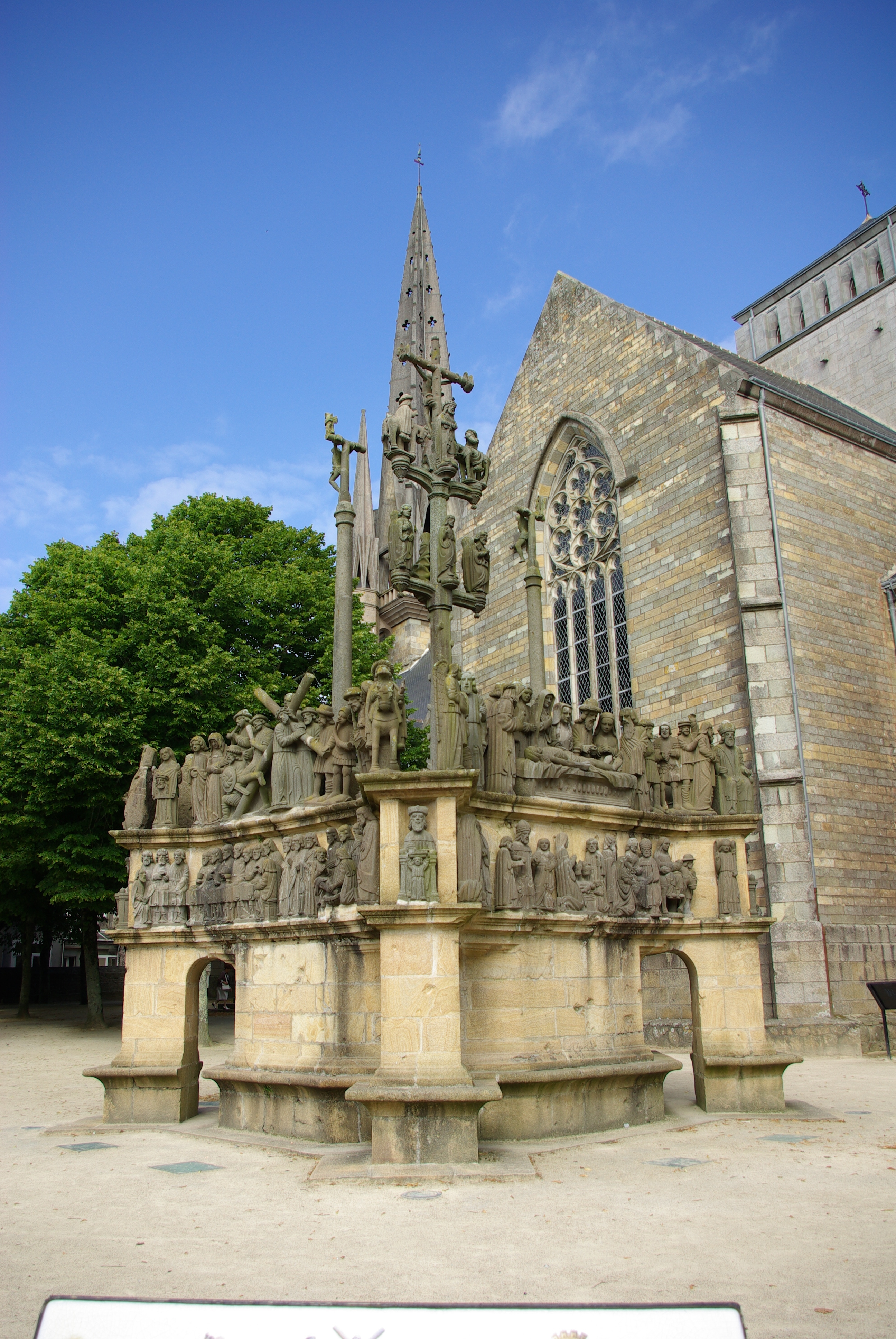
Calvaire Plougastel-Daoulas (Finistère).
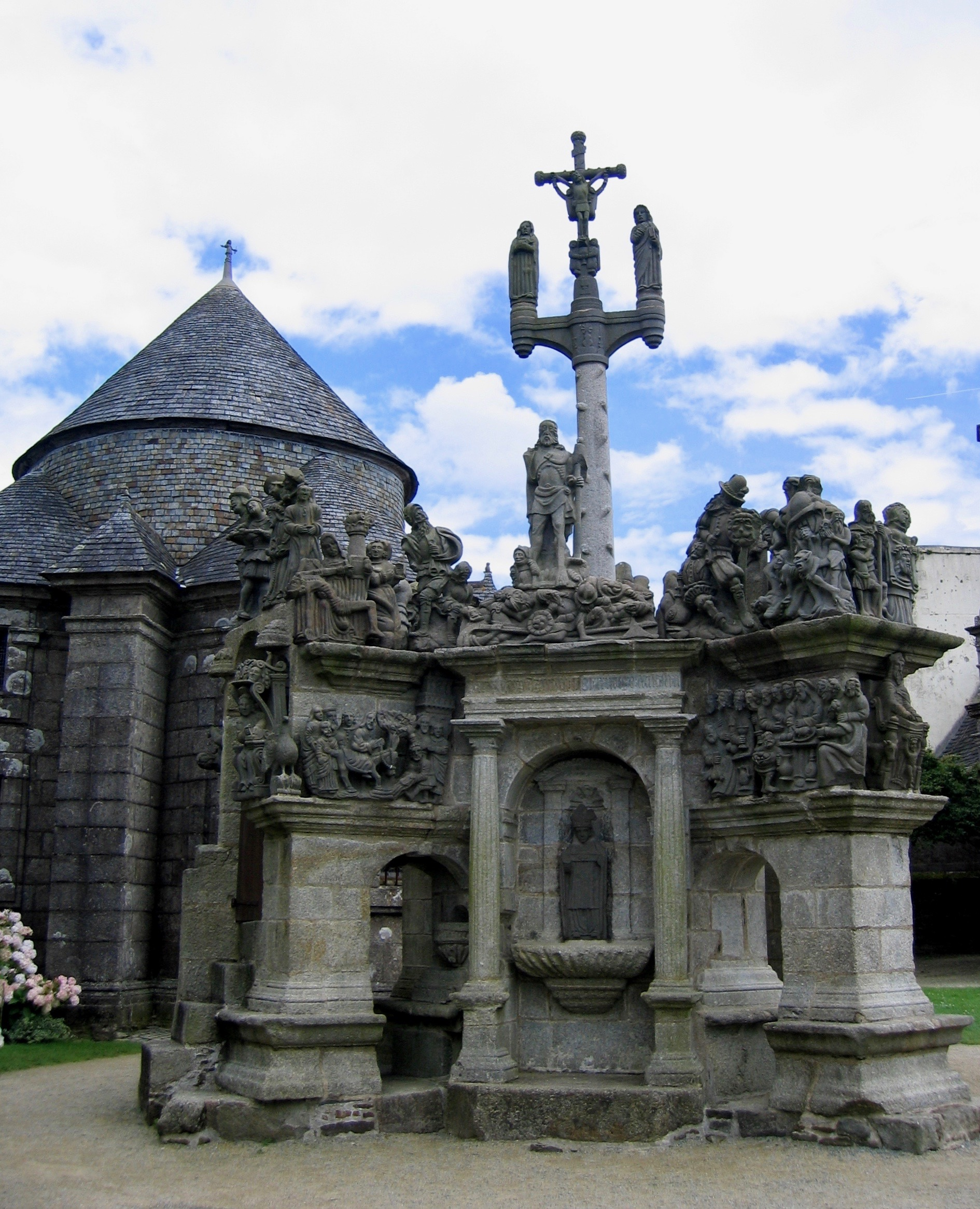
Calvaire de l'enclos de Guimiliau (Finistère).
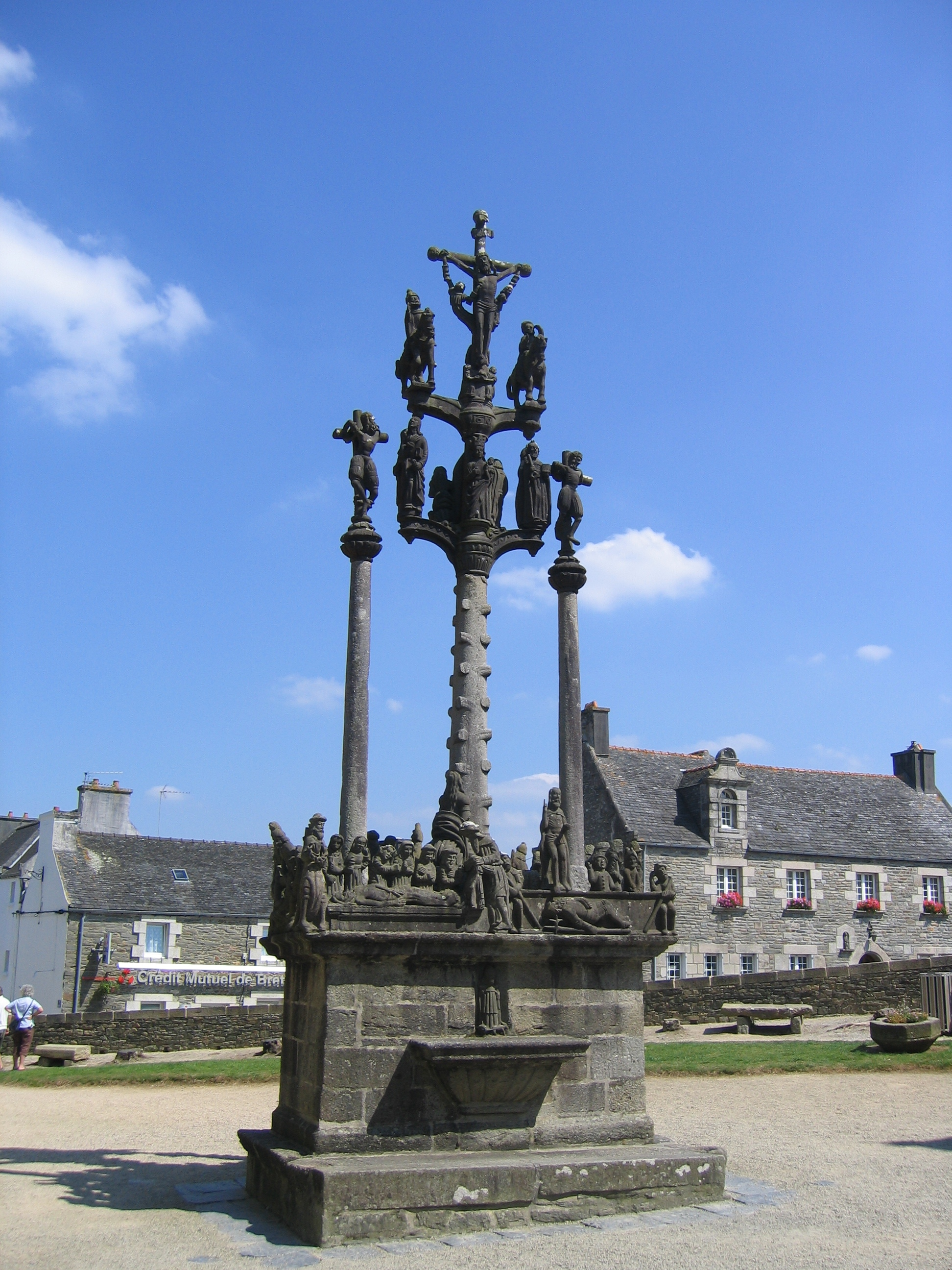
Le calvaire de l'enclos paroissial de Saint-Thégonnec (Finistère).
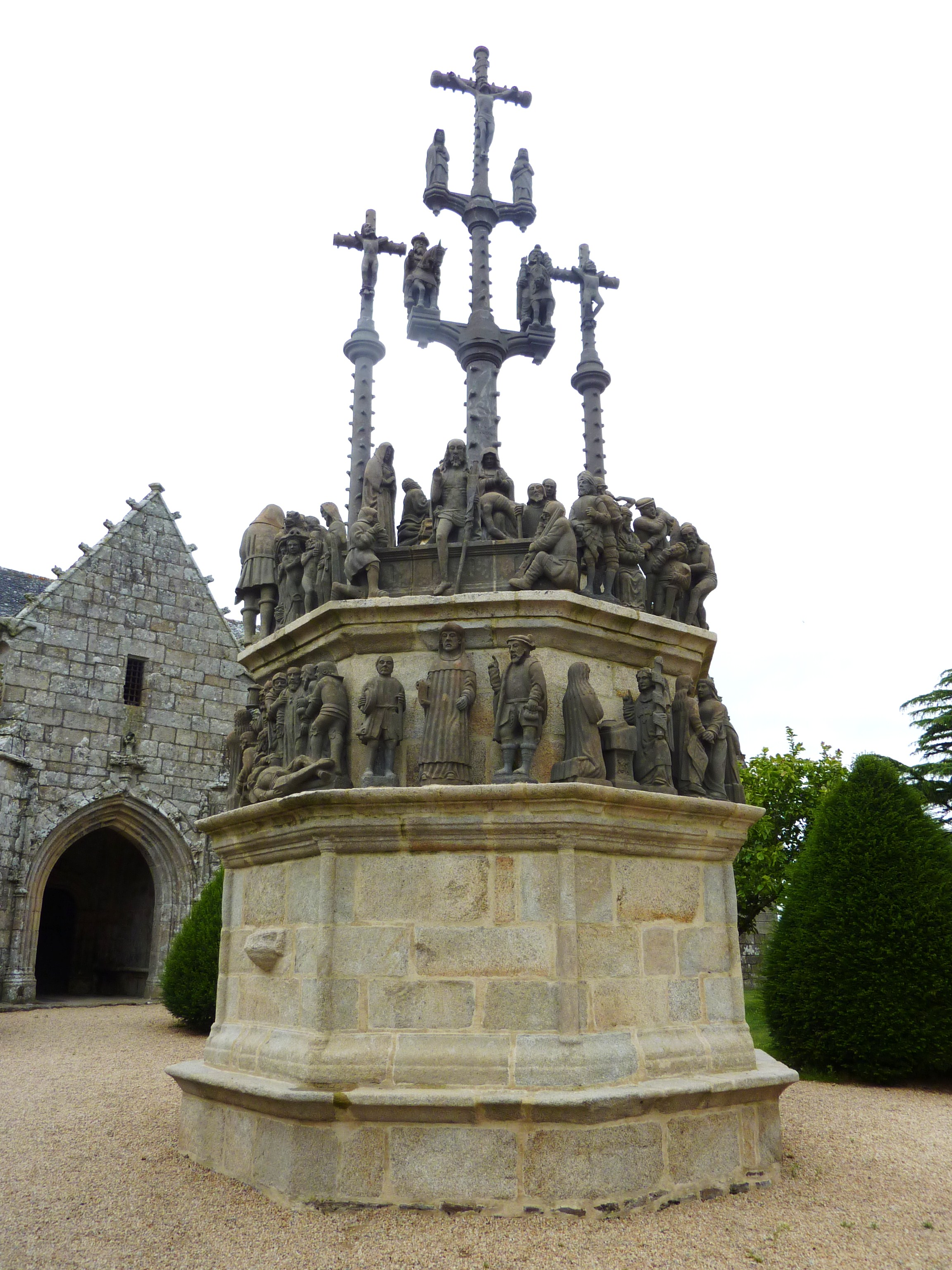
Vue d'ensemble du calvaire de Plougonven (Finistère).
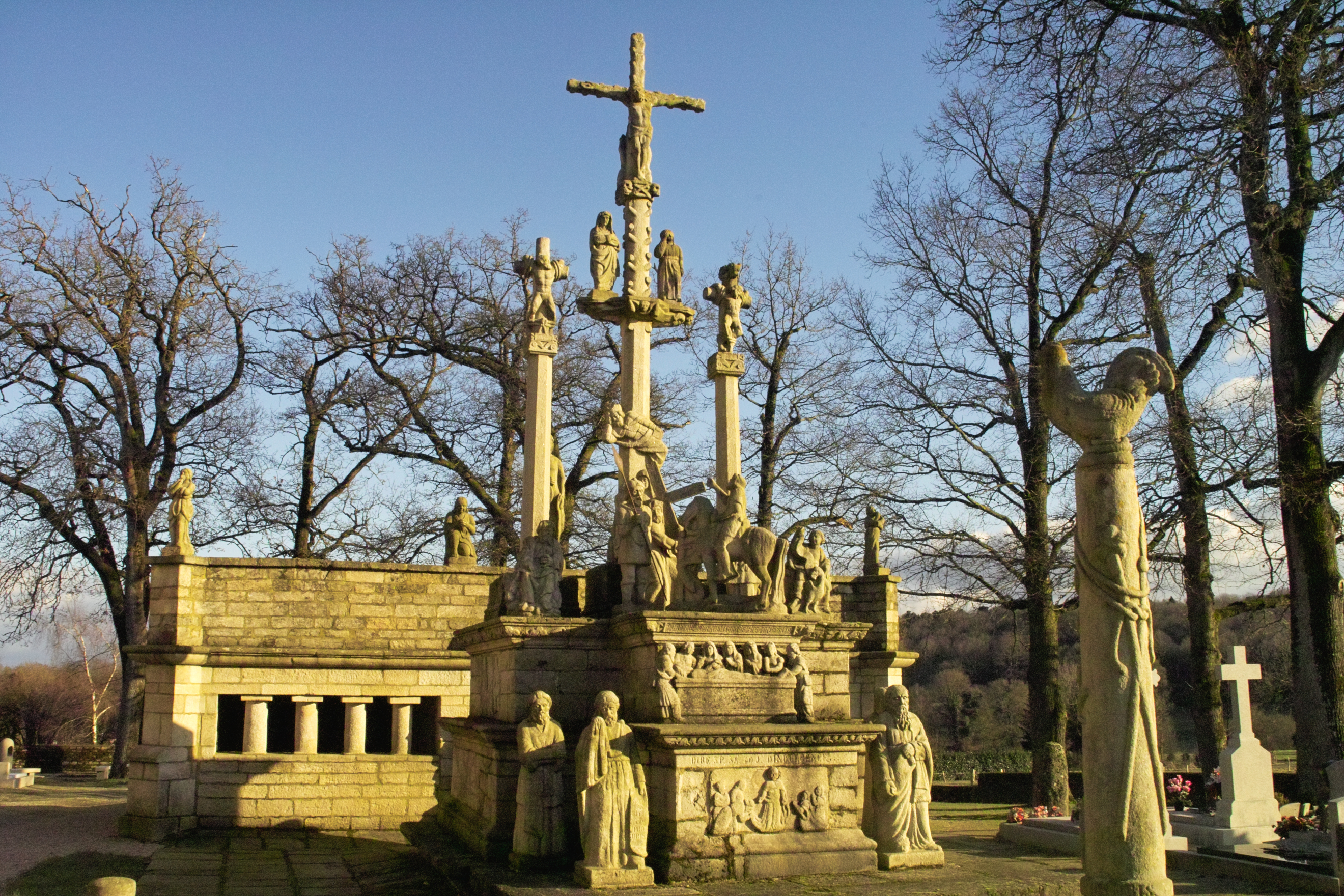
Calvaire du cimetière de Guéhenno (Morbihan).

### La croix de chemin
Elles agrémentent les bourgs, les hameaux et les villes, ainsi que les routes et symbolisent la foi de la communauté.

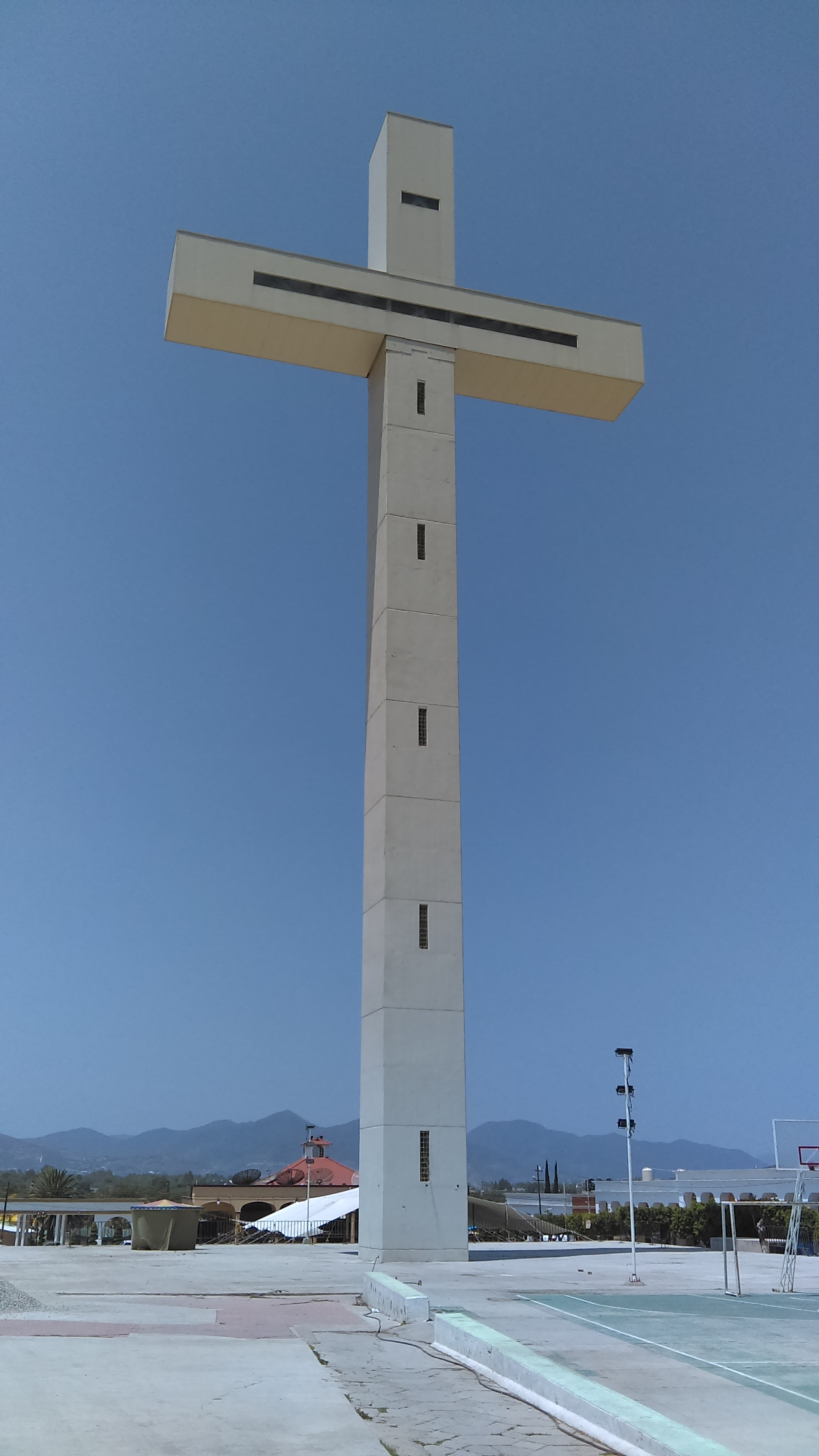
Croix située à El Arenal (Jalisco), Mexique.
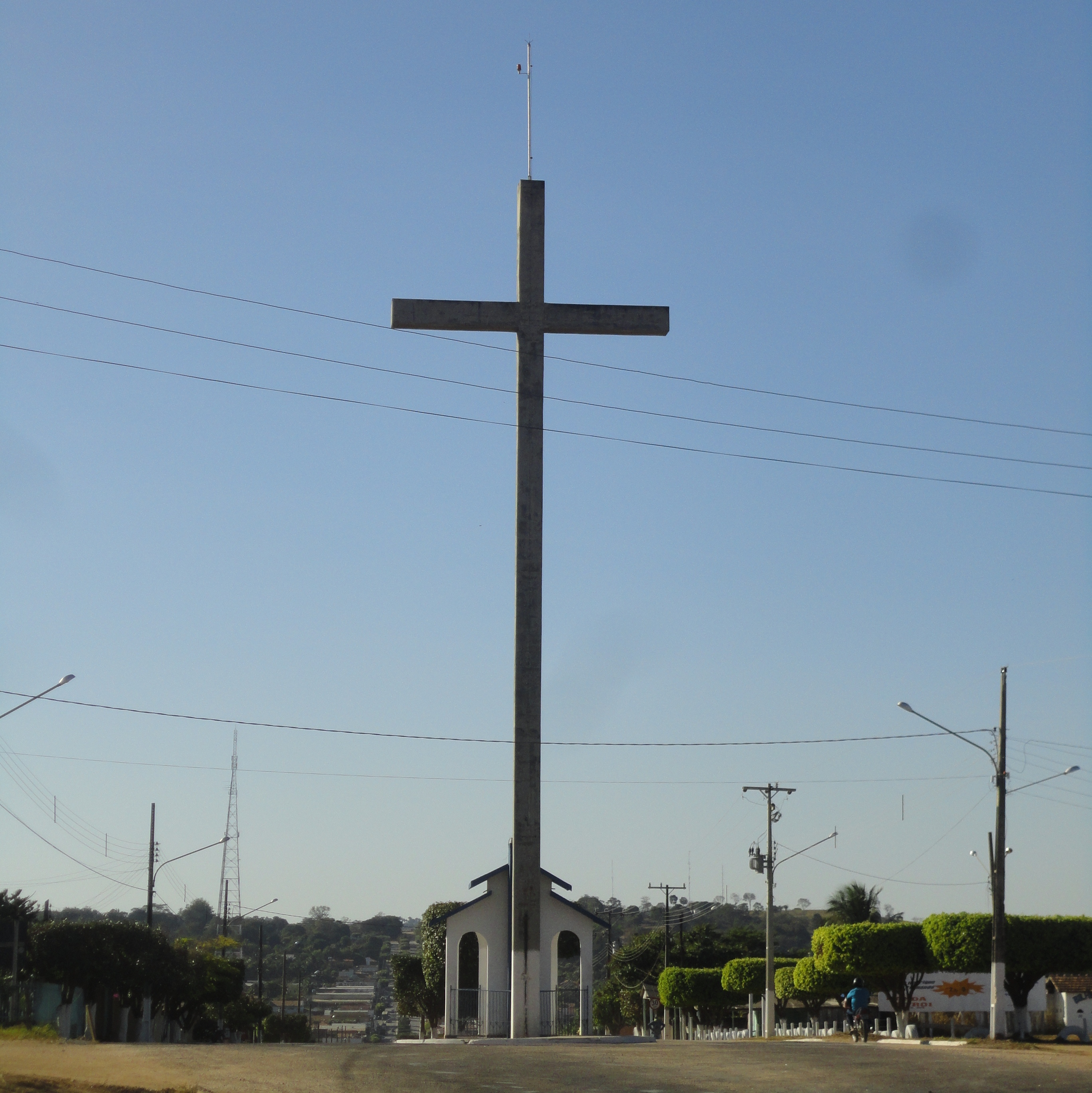
Croix à l'entrée de la ville de Jauru, au Brésil.
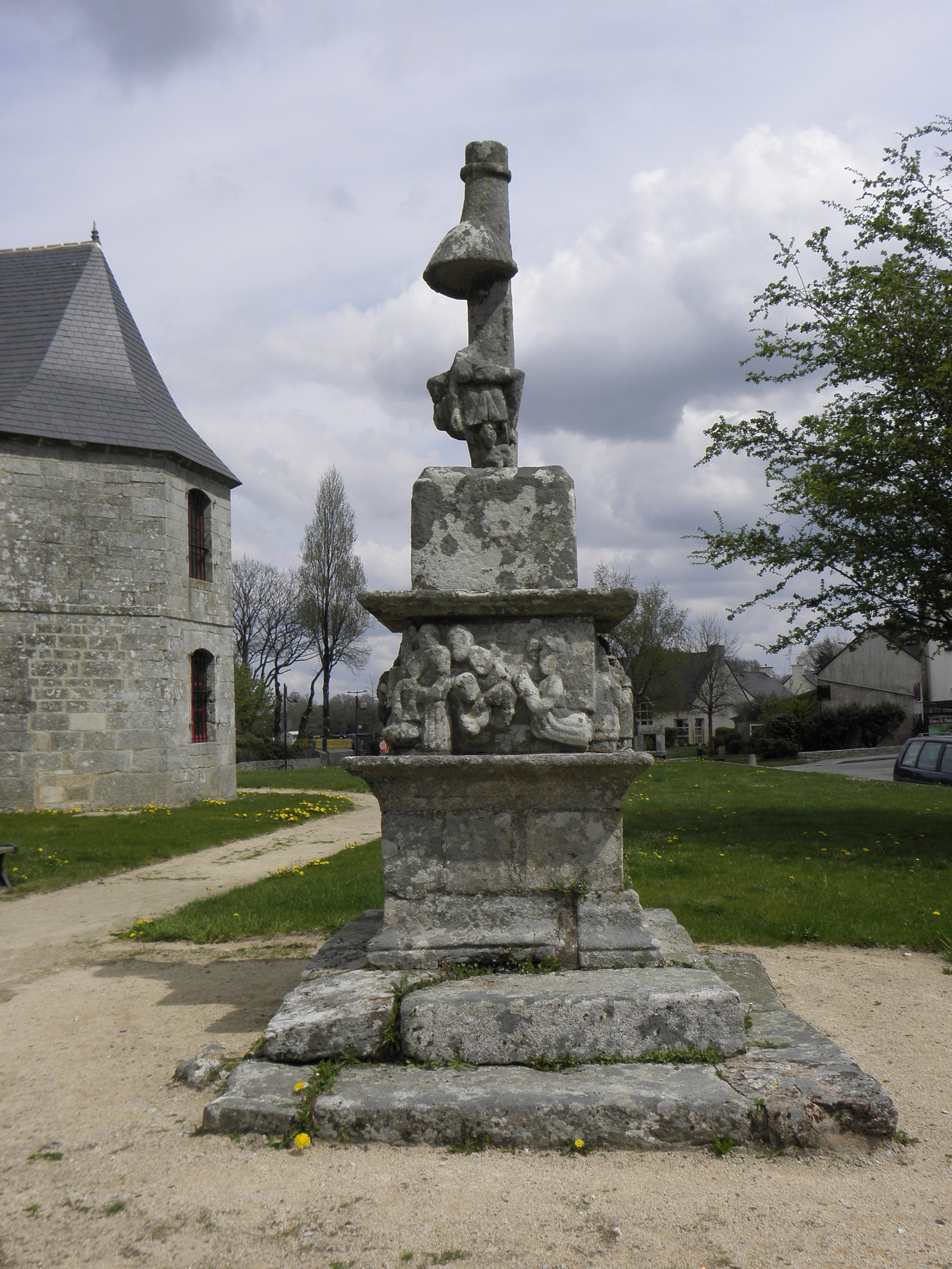
Croix de Malguénac en France avec notamment un socle aux 4 faces ornées d'une frise de sculptures grossières représentant des scènes de la Passion)[11].
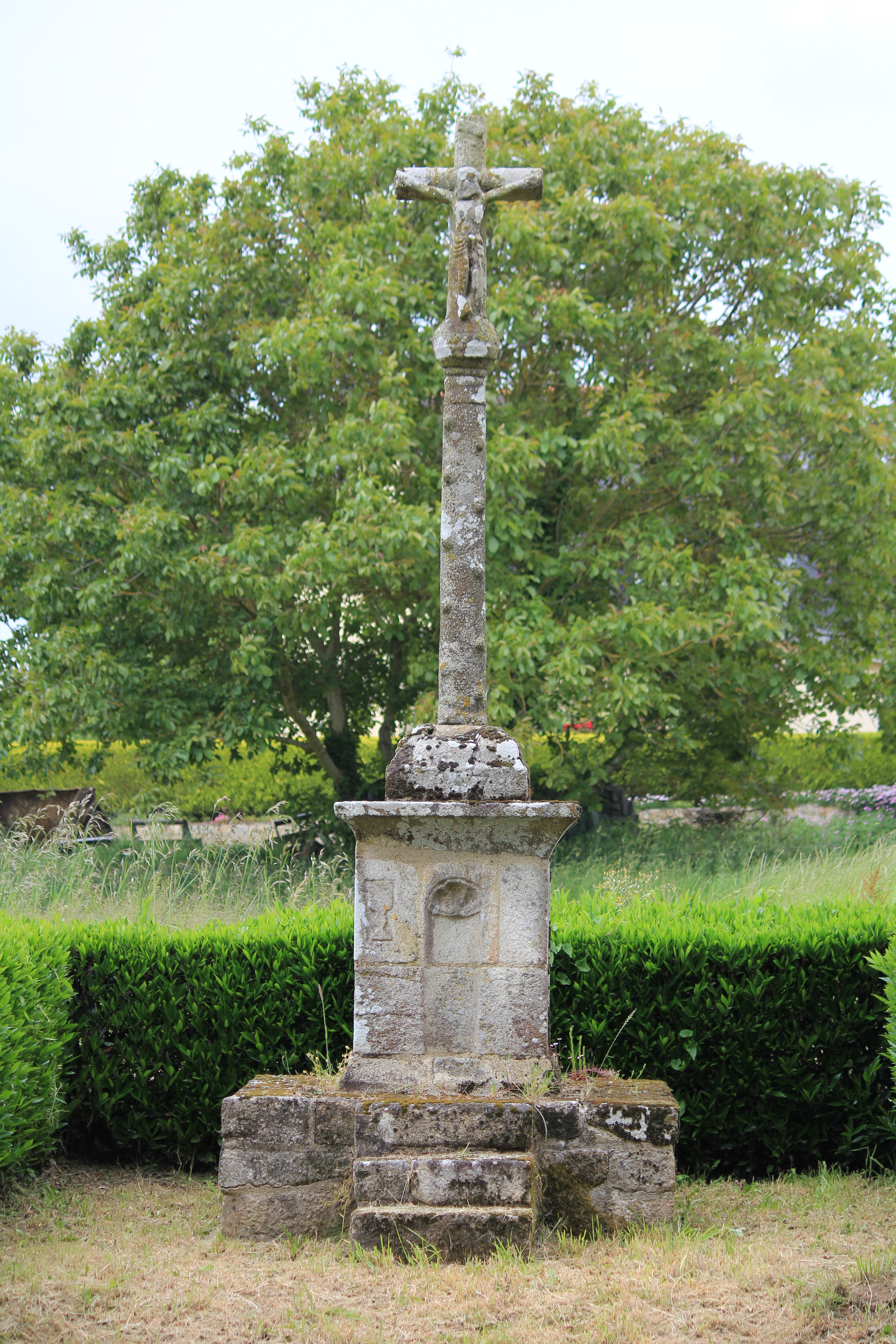
Croix de Ténuel en France composée d'un soubassement évidé d'une niche, un socle à sommet hémisphérique et une croix séparée du fût écoté par un nœud-boule.
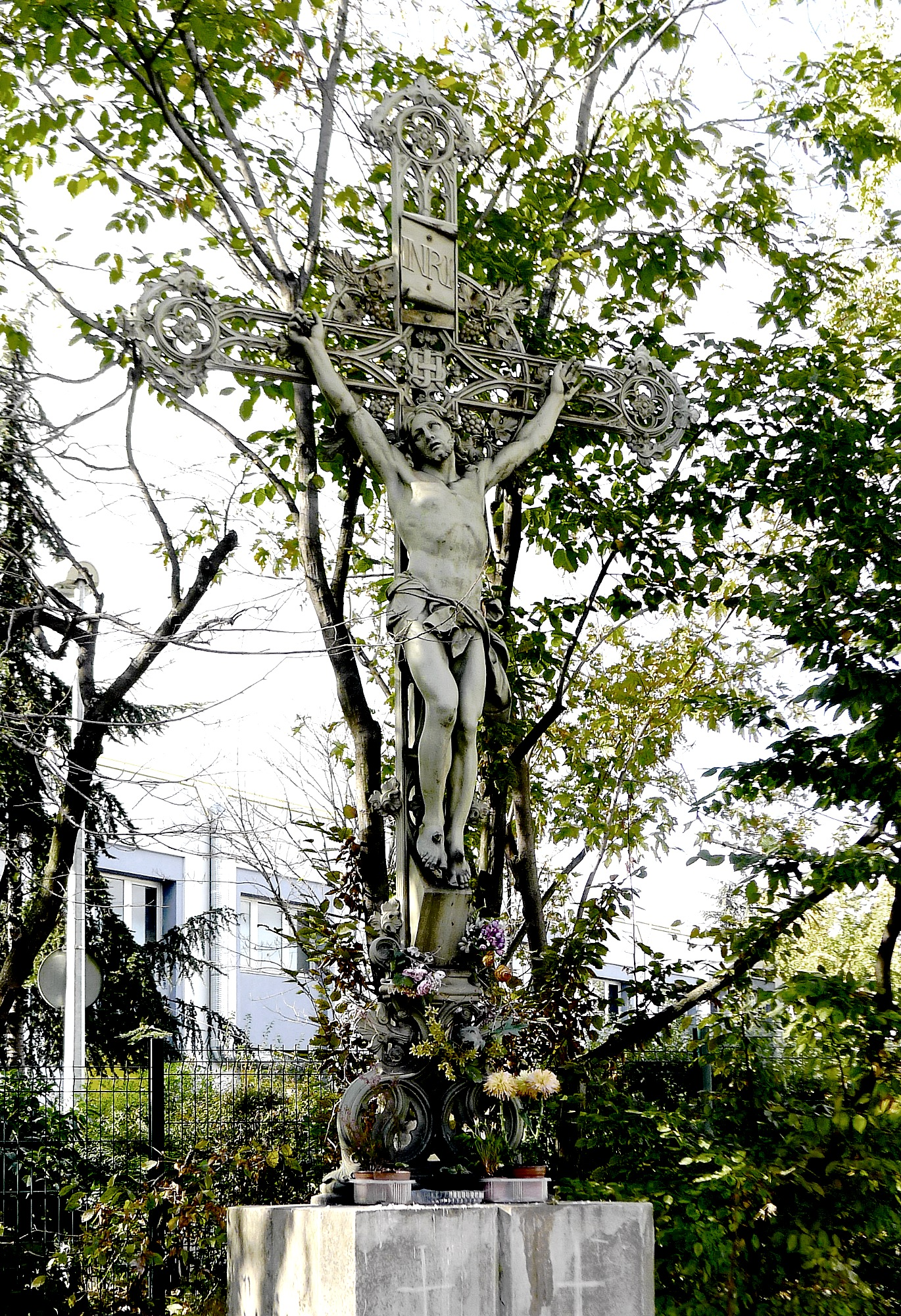
Croix de l'Évangile à Paris, en France.

### La croix de peste
La croix de peste ou croix antipesteux (ou croix aux argnats dans le Forez) présente un fût ou des croisillons à écots, excroissances ressemblant à des bourgeons ou des stigmates d'un élagage et symbolisant les bubons de la peste. Les personnes atteintes de la maladie y déposaient une offrande, et même se hissaient sur la croix pour s’y frotter et espérer guérir par la grâce d’une intervention divine, mais la plupart du temps elles ne faisaient que déposer sur la croix des purulences porteuses de la bactérie Yersinia pestis. La croix de peste fut au contraire un vecteur de transmission de l’épidémie.

### La croix de sommet
La croix sommitale est généralement une construction très simple, en bois ou en métal, placée sur un point culminant, souvent un sommet difficile d'accès. Certaines ont cependant un caractère monumental plus affirmé et sont visibles de loin (croix du Nivolet) ou sont installées sur une élévation plus modeste (butte de Mousson).

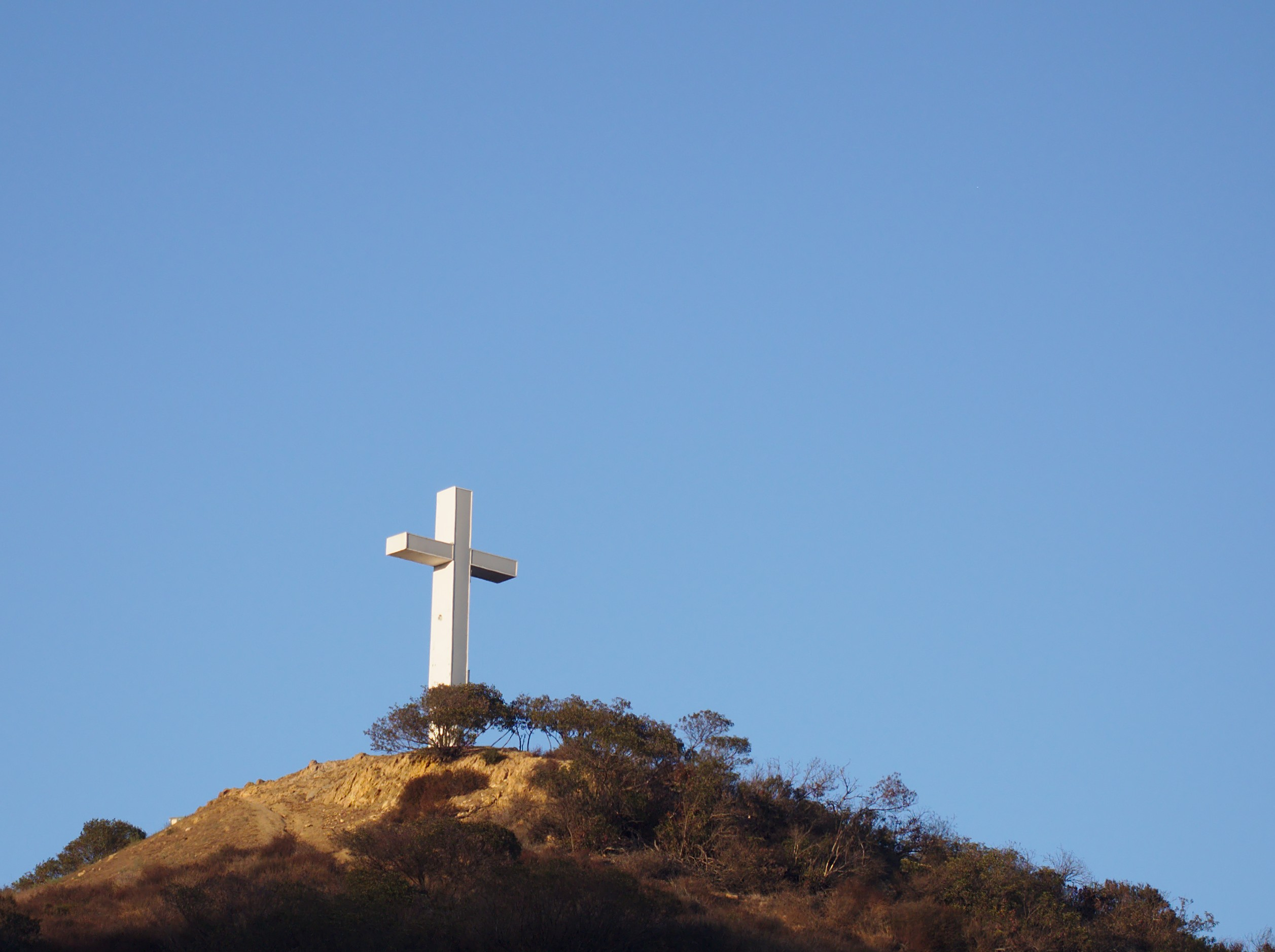
Hollywood Cross au sommet d’une montagne d’Hollywood, Los Angeles, en Californie, États-Unis.
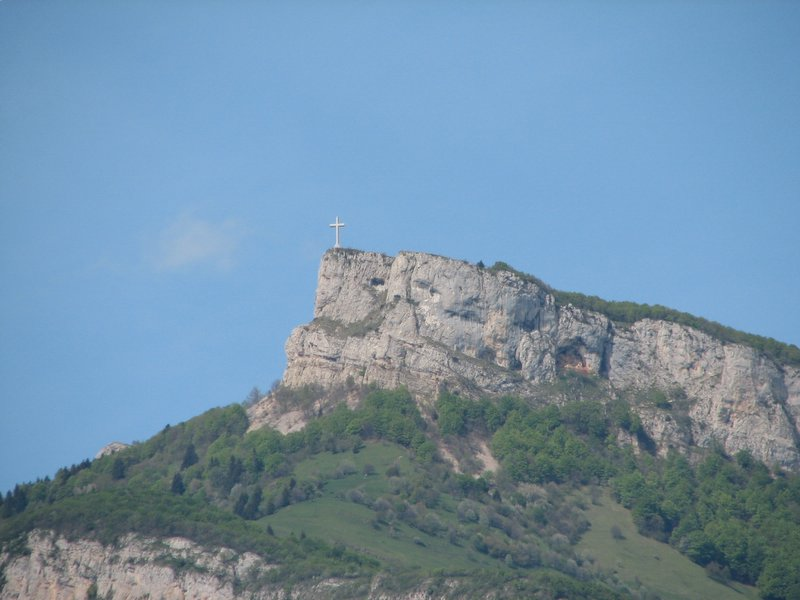
Croix du Nivolet, Les Déserts / Saint-Jean-d'Arvey en France.
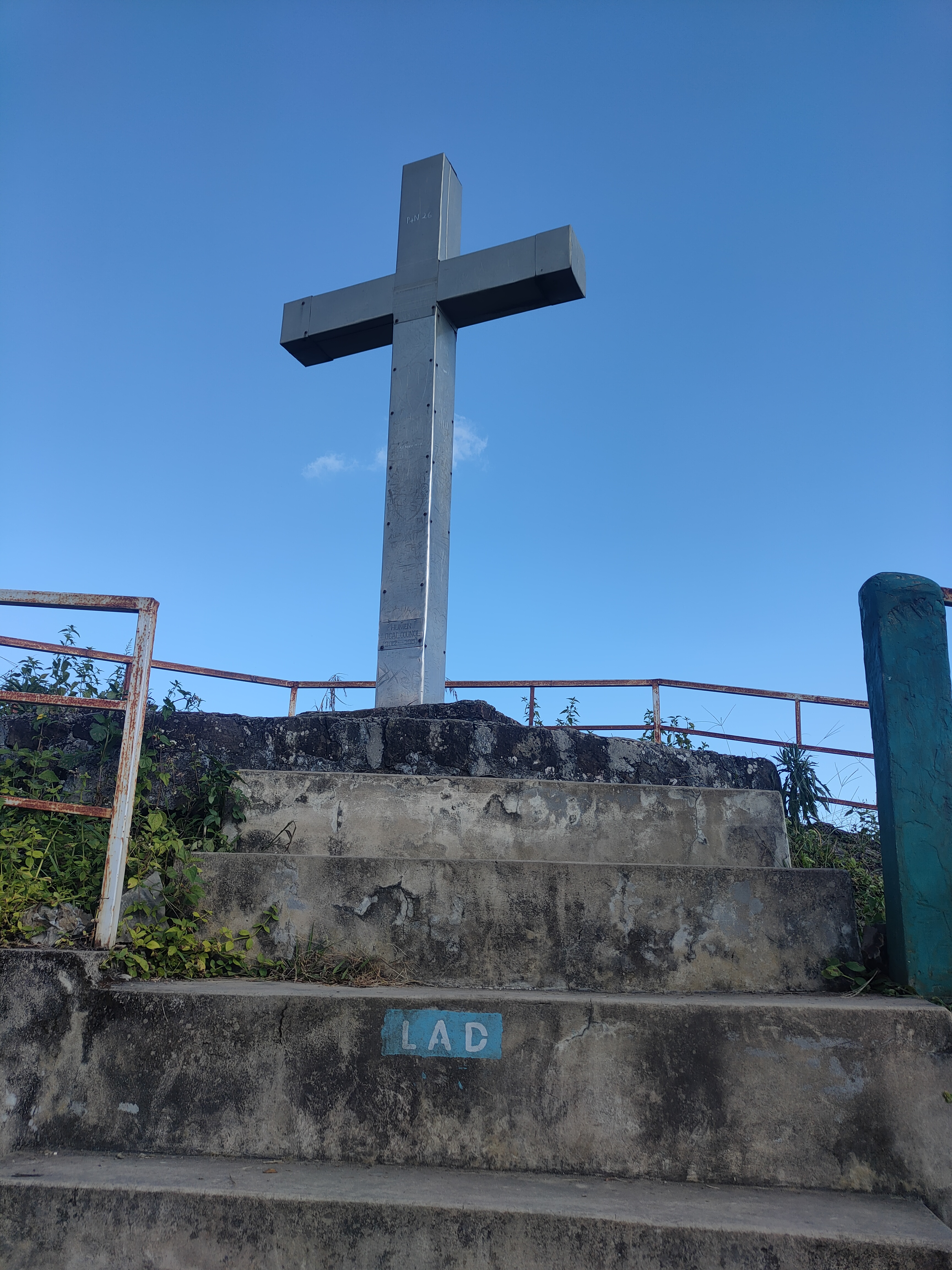
Croix au sommet du parc Lalsavunga, près de Aizawl, Mizoram, Inde.
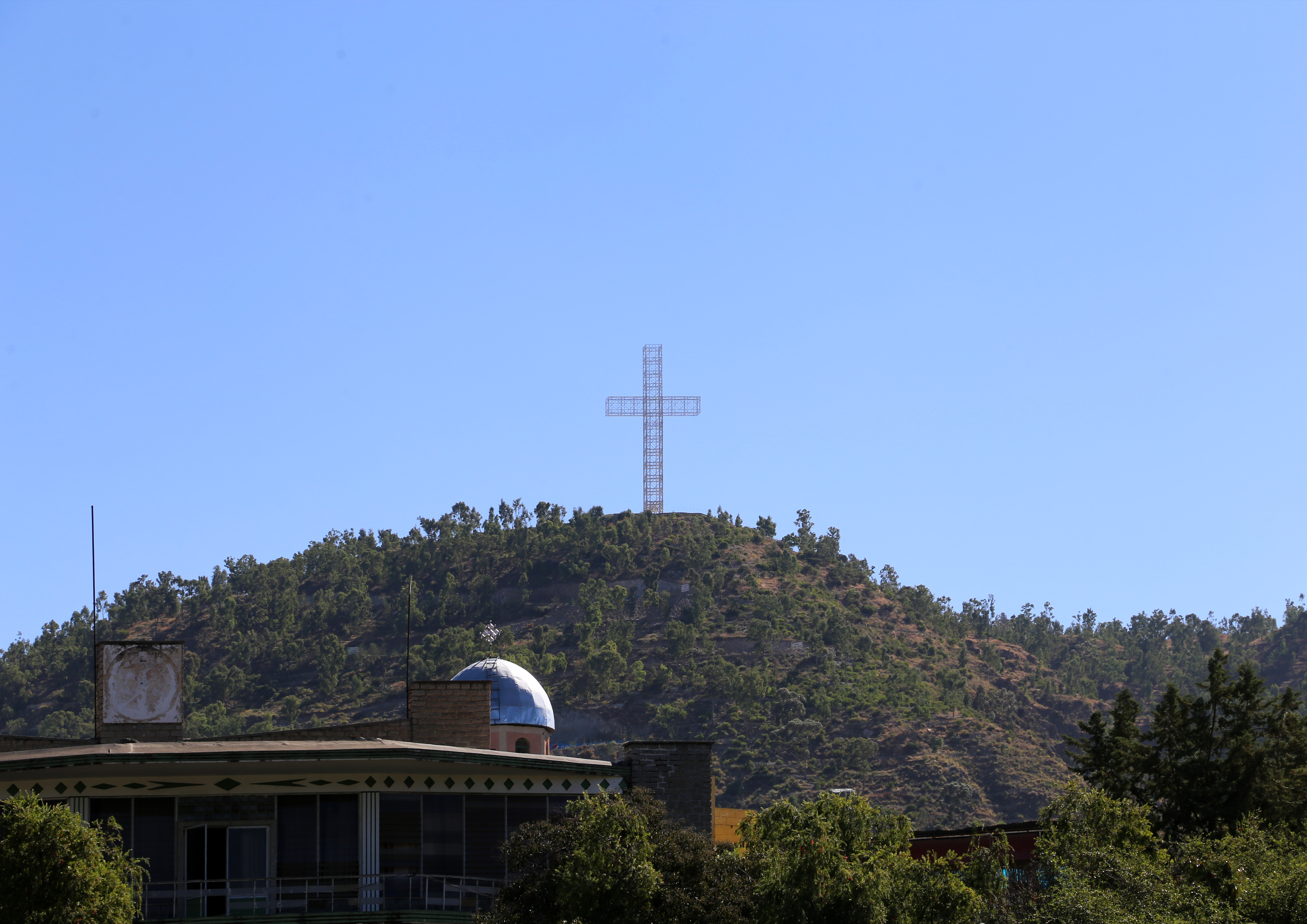
Croix de Mekele, Éthiopie.

## Les composantes structurelles des croix et les éléments associés

Éléments architecturaux d'une croix.

Les croix sont de formes, de tailles et de matières variées (bois, granite, fonte, fer forgé ou en ciment depuis le XIXe siècle). Les historiens de l'art identifient un certain nombre d'éléments caractéristiques que l'on retrouve de façon quasi générique (toutes ces composantes ne sont pas présentes dans toutes les croix) dans toutes les croix monumentales, avec aussi quelques différences notables, soit de bas en haut :
- un soubassement formant une base simple ou un emmarchement qui souligne la monumentalité de la croix (podium à plusieurs degrés, formé de quelques marches[Note 3] très larges, ou étendues sur le périmètre complet du soubassement)[14] ;
- un piédestal monolithe ou appareillé, composé d'un base moulurée, d'un dé et d'une corniche. Il comporte parfois un texte (épigraphe) ;
- un support vertical ou montant (colonne, pilier, fût tronconique, obélisque). Ce montant[Note 4] peut être composée d'un socle, d'une base, d'un fût, d'un entablement ou d'une chapiteau ;
- une croix sommitale nue ou ornementée, appelée aussi croisillon. Selon leurs formes, on distingue la croix stèle, croix discoïdale, pattée, tréflée, florencée, cerclée, quadrilobée, losangique, en raquette, aux bras déliés, en tau, à double traverse ;
- les inscriptions (avec dates, nom des commanditaires, ateliers et sculpteurs, dédicaces, formules de protection ou de dévotion) le plus souvent portées sur le socle, dans un champ délimité parfois appelé « table », mais aussi sur d'autres parties (montant, croisillon) ;
- accessoires des croix : pierres ou tables des morts (« croix reposoirs » avec une dalle assez large (le reposoir) sur laquelle on posait le cercueil pour l'exposer ou le temps d'une pause pour les porteurs de bière), pupitres, bénitiers, porte-cierges, girouettes et cadrans solaires, indicateurs de direction, blasons des donateurs. Les instruments de la Passion, représentation des différents objets ayant servi dans la Passion du Christ, ornent les croix de la Passion.

Les croix de fer forgé, réalisées le plus souvent par le forgeron et le maréchal-ferrant du village, constituent souvent de véritables œuvres d'art populaire. Leur ornementation souvent très sobre agrémentée de volutes, losanges, trèfles, cœur, piques, larmes, lancettes ou fleurs de lys pouvait varier selon l'inspiration de l’artisan et les styles locaux ou régionaux en usage.
Les croix de granit sont très variées : le type le plus largement représenté en France est la croix latine simple, avec ou sans iconographie, monolithe ou portée par un socle. On trouve également des croix grecques, à extrémités fleurdelisées (dites aussi florencées). Les croix fleuronnées, avec ou sans nimbe, affectent des formes plus ou moins bourgeonnantes. Les croix pattées ont les bras des croisillons élargis aux extrémités.